# Република Македония на зимните олимпийски игри 2010
Република Македония участва участва на зимните олимпийски игри във Ванкувър през 2010 година като това е четвъртата зимна олимпиада, на която страната взима участие.

## Ски алпийски дисциплини
| Скиор             | Събитие          | Първи манш  | Втори манш    | Общо          | Място         |
| ----------------- | ---------------- | ----------- | ------------- | ------------- | ------------- |
| Антонио Ристевски | слалом           | не финишира | не продължава | не продължава | не продължава |
| Антонио Ристевски | гигантски слалом | 1:24.29     | 1:27.61       | 2:51.90       | 53            |

## Ски бягане
| Спортист         | Събитие                 | Финал   | Финал |
| Спортист         | Събитие                 | Време   | Място |
| ---------------- | ----------------------- | ------- | ----- |
| Росана Кироска   | Жени 10км свободен стил | 34:45.8 | 76    |
| Дарко Дамяновски | Мъже 15км свободен стил | 41:48.2 | 85    |